# Домна Ганева
Домна Ганева (27 юни 1935 – 30 декември 2012 г.) е българска актриса, съпруга на актьора Николай Бинев.

## Биография
През 1958 година завършва актьорско майсторство в класа на проф. Кръстьо Мирски във ВИТИЗ „Кръстьо Сарафов“. От същата година датира първото ѝ участие в киното, във филма „Ребро адамово“, и членството ѝ в Съюза на артистите.
Играла е в трупите на Драматичния театър във Варна (1958), Драматичния театър в Русе (1958 – 1959) и в Младежкия театър в София от 1959 година, който днес носи името на съпруга ѝ. Известна е и с участието си в множество аудио-драматизации на детски приказки към студио „Балкантон“.
Член на Съюза на артистите в България (1958).
Домна Ганева умира на 30 декември 2012 г. в София.

## Театрални роли
- „Вражалец“ С. Л. Костов
- „Съдии на самите себе си“ К. Георгиев
- „Любов необяснима“ Недялко Йорданов
- „Прокурорът“ Георги Джагаров – леля Минка
- „Дон Карлос“ Шилер – великият инквизитор
- „Паганини на тромпет“ (1969) (Никола Русев)
- „Напразни усилия на любовта“ (1963) (Уилям Шекспир)

## Телевизионен театър
- „Милионерът“ (1988) (от Йордан Йовков, реж. Павел Павлов)
- „Момина китка“ (1988) (Кръстю Пишурка), 2 части – мюзикъл
- „Свекърва“ (1986) (от Антон Страшимиров, тв адаптация и режисура Павел Павлов)
- „Чичовци“ (1984) (Иван Вазов), мюзикъл
- „Съдията и жълтата роза“ (от Георги Данаилов, реж. Маргарита Младенова) (1984)
- „Дом за утре“ (1984) (Младен Денев)
- „Чуждото дете“ (1983) (В. Шиваркин)
- „Лунният камък“ (1982) (Уилки Колинс), 3 части
- „Свои хора сме, ще се разберем“ (1982) (А. Н. Островски) – Устина Наумовна
- „Есенна градина“ (1982) (Лилиан Хелман)
- „Сочно филе за Фрекен Авсениус“ (1982) (Свен Огорд), 2 части
- „Наздраве“ (1982) (Пиер Шено)
- „Джин и медени питки“ (1981) (Нийл Саймън)
- „Женски игри“ (1980) (Кшищоф Зануси и Едвар Жебровски)
- „Осем жени“ (1980) (Роберт Тома)
- „Истината! Само истината!“ (1980) (Даниел Ал)
- „Вампир“ (1980) (Антон Страшимиров)
- „Краят остава за вас“ (1980) (от Георги Данаилов, реж. Роксена Кирчева)
- „Внимание, листопад!“ (1980) (Сергей Михалков)
- „Гешефт“ (1980) (Октав Мирбо)
- „Убийство в библиотеката“ (1975) (Брягинский и Рязанов)
- „Нос“ (1975) (Николай Гогол)
- „Банята“ (1974) (Стефан Шечерович)
- „Смърт сутринта“ (1973) (Клаус Айдман)
- „Посещението на един инспектор“ (1974) (Джон Пристли)
- „Училище за сплетни“ (1974) (Ричард Шеридан)
- „Черната стрела“ (1974) (Йордан Добрев)
- „Новото пристанище“ (1972) (Ст. Л. Костов) - Гина
- „Диалози“ (1970) (Кръстю Пишурка)
- „Разминаване“ (1970) (Камен Калчев)
- „Белият лъч“ (1970) (Олга Кръстева)
- „Трагичната история на д-р Фауст“ (1970) (Кристофър Марлоу, реж. Павел Павлов) – старицата
- „Недорасъл“ (1969) (Денис Иванович Фонвизин)
- „Кристалната пантофка“ (1965) (Тамара Габе)
- „Дона Росита“ (Федерико Гарсия Лорка) – майката

## Филмография
| Година | Филми и Сериали                                 | Серии         | Копродукции     | Роля                                                                        |
| ------ | ----------------------------------------------- | ------------- | --------------- | --------------------------------------------------------------------------- |
| 2004   | Без семейна прилика                             | 2 ч.          |                 | посетителка                                                                 |
| 1991   | Бронзовата лисица                               |               |                 | хазайката на Лидия                                                          |
| 1990   | Омагьосаният замък                              |               |                 | съседката                                                                   |
| 1989   | 9 - числото на кобрата                          | 3             |                 | собственичката на пансиона                                                  |
| 1989   | Старчето с карираните панталони (тв)            |               |                 | бабата от ул. „Тръбна“                                                      |
| 1987   | Патилата на Спас и Нели                         |               |                 |                                                                             |
| 1987   | Детско капричио (тв)                            | третата майка |                 |                                                                             |
| 1985   | Горски хора                                     |               |                 | Калчева                                                                     |
| 1984   | Вик за помощ                                    |               |                 | лелята на Георги                                                            |
| 1984   | Романтична история                              |               |                 | майката на Кондора                                                          |
| 1984   | В името на народа (тв сериал)                   | 8             |                 | г-жа Хаджистефанова                                                         |
| 1982   | Есенно слънце                                   |               |                 | сестрата на Калуде                                                          |
| ?      | Равностойна замяна                              |               |                 |                                                                             |
| 1981   | Слънце на детството (тв сериал)                 | 2             |                 | Слоницата, богаташка, жена на Пиер                                          |
| 1980   | Спилитим и Рашо (тв сериал)                     | 20            |                 | лошата мащеха на Мария (във II серия)/императрицата на Кенталия (в X серия) |
| 1980   | Концерт за флейта и момиче                      |               |                 | вуйната на Лиляна                                                           |
| 1979   | Черешова градина                                |               |                 | др. Пейчева, учителка                                                       |
| 1977   | Нечиста сила (тв сериал)                        | 3             |                 | Стоилка                                                                     |
| 1977   | Това се случи на 35-и май                       | 5             |                 |                                                                             |
| 1975   | Чичовци (тв сериал)                             | 4             |                 | Лала Йотовица                                                               |
| 1975   | Чичовци                                         | 2             |                 | Лала Йотовица                                                               |
| 1974   | Откъде се знаем?                                |               |                 | майката на сватбата на войника                                              |
| 1974   | Ламята                                          |               |                 | болярката                                                                   |
| 1973   | Последната дума                                 |               |                 | затворничка                                                                 |
| 1973   | Сиромашко лято                                  |               |                 | чистачката в министерството                                                 |
| 1973   | Като песен                                      |               |                 | Домна, майката на Тинко                                                     |
| 1971   | Шарен свят                                      | 2 новели      |                 | жената на Гроздан (в новелата „Гола съвест“)                                |
| 1971   | Таралежите се раждат без бодли                  | 3 новели      |                 | майката на Наско                                                            |
| 1969   | Любовницата на Граминя („L'amante di Gramigna“) |               | Италия/България | лелята на Рамаро                                                            |
| 1967   | Привързаният балон                              |               |                 | Женя                                                                        |
| 1961   | Последният рунд                                 |               |                 | сервитьорката в сладкарницата                                               |
| 1958   | Ребро адамово                                   |               |                 | приятелката на Зюлкер                                                       |